# Jean-Louis Klée
Pour les articles homonymes, voir Klee.
Jean-Louis Klée, né le 6 octobre 1908 à Katzenthal (Alsace) et mort en 1989 en Amérique du Sud, est un agent de renseignement de nationalité française ayant agi dans les années 1930 pour le Deuxième Bureau et dont l'allégeance prête encore à supposition,.

## Biographie

### Jeunesse
Jean Klée naît, sous le nom de Johann Ludwig, le 6 octobre 1908 à Katzenthal, en Alsace. Ses parents, petits commerçants, tiennent une épicerie.
Klée se marie à Dunkerque le 29 mars 1937.

### Parcours militaire
Il choisit de faire carrière dans l'armée, et devient sergent dans l'infanterie. Du fait de ses compétences en allemand, il est rapidement recruté par le Deuxième Bureau. En 1932, il candidate à la Légion étrangère, mais sa candidature est rejetée.

### Parcours professionnel
Klée quitte l'armée et passe dans le civil. Il fait plusieurs métiers, comme comptable ou interprète.
Il est impliqué dans des affaires louches. Il est arrêté le 4 décembre 1936 par la police d'Anvers, dénoncé par un réfugié politique allemand qui déclare que Klée lui aurait proposé un faux passeport pour mener une opération d'information en Allemagne. Les policiers belges, considérant que Klée œuvre pour la France, le libère trois jours plus tard.
En 1938, entrant en possession d'un plan d'un obus de l'armée allemande, il décide de se rendre en Pologne pour négocier le document contre de l'argent ; il est arrêté, mais la France le réclame, considérant qu'il a fait un très bon travail au Bureau. Klée réussit à se volatiliser.
En 1939, Klée est retrouvé en Belgique, où une filature montre qu'il dîne avec le consul d'Allemagne. Il part ensuite vers les Pays-Bas. On perd alors sa trace.